# Lucas Abraham
Lucas Daniel Abraham López  (Buenos Aires, 23 de febrero de 1979) es un exfutbolista argentino. Jugaba de delantero.

## Trayectoria
Arrancó jugando al fútbol en las divisiones inferiores de All Boys. En 1998 fue cedido a préstamo al Alianza Lima, club en el que no llegó a jugar debido al cupo de extranjeros.
En 1999 debutó profesionalmente con el All Boys. Posteriormente jugó en varios clubes de América, estando gran parte de su carrera en equipos de Venezuela.
En 2005 tuvo un breve regreso al fútbol argentino cuando jugó para Gimnasia y Tiro de Salta. Luego comenzó a jugar en la Primera División de El Salvador. En el 2010 regresó al club salteño.

## Clubes
| Club                     | País        | Año       |
| ------------------------ | ----------- | --------- |
| All Boys                 | Argentina   | 1998      |
| Alianza Lima             | Perú        | 1998      |
| All Boys                 | Argentina   | 1999-2000 |
| Unión Atlético Maracaibo | Venezuela   | 2001      |
| Nacional Táchira         | Venezuela   | 2002      |
| Zamora                   | Venezuela   | 2002      |
| Cúcuta Deportivo         | Colombia    | 2003      |
| UPEL Nacional            | Venezuela   | 2004-2005 |
| Gimnasia y Tiro de Salta | Argentina   | 2005      |
| Club Deportivo FAS       | El Salvador | 2006      |
| Alacranes de Durango     | México      | 2006-2007 |
| Carabobo                 | Venezuela   | 2007      |
| San Salvador FC          | El Salvador | 2008      |
| Juventud Independiente   | El Salvador | 2008-2009 |
| Gimnasia y Tiro de Salta | Argentina   | 2010      |